# Joann Bakijski
Joann Bakijski, właśc. Joann Iljicz Ganczew (ur. 1878 w Simie – zm. 2 listopada 1937 w okolicach Karagandy) – kapłan prawosławny, święty nowomęczennik rosyjski.
Ukończył seminarium duchowne w Petersburgu. W czasie nauki interesował się malarstwem i uczęszczał na kursy artystyczne. Zachował się szereg wykonanych przez niego obrazów na tematy zaczerpnięte z Biblii. Po ukończeniu nauki i przyjęciu w 1910 święceń kapłańskich (jako kapłan żonaty) został skierowany do pracy duszpasterskiej na terytorium współczesnego Azerbejdżanu. W 1911 został proboszczem w parafii Bogolubskiej Ikony Matki Bożej we wsi Aleksandrowka w guberni bakijskiej. W Aleksandrowce zyskał opinię mądrego i dobrze wykształconego duszpasterza, zgromadził bogaty księgozbiór. W 1913 urodził mu się syn Jurij, rok później – córka Ludmiła.
W latach 20. XX wieku przeniesiony na krótko do niesienia posługi w Baku, następnie otrzymał stanowisko proboszcza parafii Ikony Matki Bożej „Wszystkich Strapionych Radość” we wsi Priszba. Mimo trwających prześladowań duchowieństwa prawosławnego i zamykania cerkwi samotnie podjął pracę nad wykonaniem w swojej świątyni dekoracji malarskiej. Parafia w Priszbie działała do 1933. Po jej administracyjnym zamknięciu kapłan wrócił do Baku, gdzie został kapłanem w cerkwi Narodzenia Matki Bożej, rozłączając się z rodziną. Odmówił porzucenia stanu duchownego, do czego kilkakrotnie usiłowali namówić go bolszewicy. W efekcie 20 marca 1933 został aresztowany razem z ojcem, żoną, bratem i dziećmi. Po półrocznym przetrzymywaniu w areszcie kapłan został skazany na pięć lat zesłania do Kazachstanu, do miasta Czymkient pod zarzutem szpiegostwa, działalności kontrrewolucyjnej i zamiaru nielegalnego opuszczenia ZSRR. Kapłan przyznał się do własnej niechęci do rządów bolszewików, twierdził jednak, że nigdy nie prowadził przeciwko nim czynnej działalności. Członkowie rodziny Joanna Ganczewa zostali uwolnieni, nigdy jednak nie mieli już spotkać się z księdzem. Jego korespondencja była poddawana cenzurze, nie pozwalano mu również na odprawianie nabożeństw.
W marcu 1936 ks. Ganczew został formalnie zwolniony, jednak na drodze z Czymkientu do Baku, gdzie mieszkała jego rodzina, ponownie go zatrzymano. NKWD skazało go na trzy lata łagru, kierując go do obozu w Karagandzie. W obozie, chociaż nadal nie mógł odprawiać Świętej Liturgii, kapłan starał się wspierać duchowo innych osadzonych i świadczyć o swojej wierze. W związku z tym 19 września 1937 oskarżono go o to, że został duchowym kierownikiem grupy innych uwięzionych księży prawosławnych, których dodatkowo nastawiał przeciwko rządowi. Ks. Ganczew nie przyznał się do tego czynu. Za to 31 października tego samego roku został skazany na śmierć i rozstrzelany 2 listopada. Został pochowany w zbiorowym grobie we wsi Dolinka.
W 2000 kanonizowany jako jeden z Soboru Świętych Nowomęczenników i Wyznawców Rosyjskich.